# Gaoshi (sockenhuvudort i Kina, Zhejiang Sheng, lat 28,26, long 120,13)
Gaoshi (kinesiska: 高市, 高市乡, 底村) är en sockenhuvudort i Kina. Den ligger i provinsen Zhejiang, i den östra delen av landet, omkring 220 kilometer söder om provinshuvudstaden Hangzhou. Antalet invånare är 3 371. Befolkningen består av 1 592 kvinnor och 1 779 män. Barn under 15 år utgör 20,0 %, vuxna 15-64 år 62 %, och äldre över 65 år 17,0 %.
Runt Gaoshi är det ganska tätbefolkat, med 134 invånare per kvadratkilometer. Närmaste större samhälle är Haikou, 8,0 km nordväst om Gaoshi. I omgivningarna runt Gaoshi växer i huvudsak blandskog.
Genomsnittlig årsnederbörd är 2 331 millimeter. Den regnigaste månaden är juni, med i genomsnitt 383 mm nederbörd, och den torraste är januari, med 67 mm nederbörd.